# Колтун, Леонид Яковлевич
Леони́д Я́ковлевич Ко́лтун (укр. Колтун Леонід Якович; 7 сентября 1944, Харьков, Украинская ССР, СССР) — советский футболист (вратарь) и украинский тренер. Мастер спорта (1971). Заслуженный тренер УССР (1983).

## Биография

### Ранние годы
Родился 7 сентября 1944 года в Харькове. Жил возле стадиона «Дзержинец» (сейчас называется «Металлист»). С детских лет решил стать только вратарём. Кроме футбола некоторое время увлекался и водным поло, и гандболом (тоже стоял на воротах).

### Карьера футболиста
В 1961 году был в команде «Авангард». Через несколько лет стал активно привлекаться к играм молодёжной сборной СССР, сыграл в нескольких турнирах.
В 1965 году защищал ворота николаевского «Судостроителя».
С 1965 года играл за кировоградскую «Звезду». В 1969 году был замечен Валерием Лобановским и в мае 1970 года перешёл в «Днепр». Колтун — первый футболист «Днепра», который был вызван в сборную СССР. В 1974 году Константин Бесков вызвал его на выездной поединок отборочного турнира чемпионата Европы против сборной Ирландии. Он был в запасе, место в воротах сборной занял Владимир Пильгуй из московского «Динамо».

### Тренерская деятельность
В 1980 году начал работу в качестве тренера «Днепра».
Леонид Колтун:

Я считаю, что работа с Владимиром Емцем и Геннадием Жиздиком — это лучшие годы моей жизни.
В 1990 году вокруг команды разгорелся скандал. Тренер «Днепра» Евгений Кучеревский накануне матча 1/4 финала Кубка чемпионов 1989/1990 против «Бенфики» продал ведущих игроков — Лютого, Шахова и Чередника. Колтун упрекнул его за это. В 1991 году Колтун ушёл из «Днепра» в волгоградский «Ротор». Он взял с собой Ледяхова, Геращенко, Яровенко и Гудименко. Команда выиграла чемпионат СССР в первой лиге.
Колтун был приглашён в Полтаву, но проработал он там 9 дней. В Тернополе и Николаеве спонсоры отказывались от команд. Также недолго работал в Житомире.
В 1995 году стал тренером команды «Металлург» (Запорожье).
В 1996 году Колтуна пригласил в «Зенит» тренер Анатолий Бышовец. Когда он работал со сборной СССР (1990—1991), Колтун готовил для него вратарей к матчу отбора Евро-1992 года против сборной Италии. Матч закончился со счётом 0:0.
В «Зените» Колтун был селекционером по Украине. Пригласил в команду Поповича, Вернидуба и Максимюка. «Зениту» футболисты доставались, по футбольным меркам, по очень низким ценам. Вернидуб обошёлся в 30 тысяч долларов, Попович — в 70 тысяч долларов.
Когда Бышовец возглавил сборную России в 1998 году, Колтун перешёл из «Зенита» в запорожский клуб «Торпедо».
В 1999 году вернулся в «Днепр». Тогда команда боролась за выживание.
В 2000 году работал в китайском клубе «Цзянсу Сайнти» из города Нанкин.
В 2006 году стал консультантом «Ротора», в 2008 году — спортивным директором ПФК «Севастополя».

## Достижения
- Двукратный чемпион СССР по футболу («Днепр» Днепропетровск 1983, 1988).
- Обладатель кубка СССР по футболу («Днепр» Днепропетровск 1989).
- Вывел команду в высшую лигу («Ротор» Волгоград 1991).
- Вывел команду в высшую лигу («Эвис» Николаев 1994).